# Argelia (ort i Colombia, Antioquia, lat 5,73, long -75,14)
Argelia är en ort i Colombia.   Den ligger i departementet Antioquía, i den centrala delen av landet, 170 km nordväst om huvudstaden Bogotá. Argelia ligger 1 758 meter över havet och antalet invånare är 3 474.
Terrängen runt Argelia är bergig norrut, men söderut är den kuperad. Runt Argelia är det ganska glesbefolkat, med 42 invånare per kvadratkilometer. Närmaste större samhälle är Sonsón, 18,7 km väster om Argelia. I omgivningarna runt Argelia växer i huvudsak städsegrön lövskog.